# Torpeda Mark 46
Mark 46 (Mk 46) – amerykańska lekka torpeda do zwalczania okrętów podwodnych, stanowiąca aktualnie standardową torpedę flot krajów NATO, a obok torped Mk 48 oraz Mk 50, jedna z trzech podstawowych torped tego typu w US Navy. Mk 46 może być odpalana zarówno z pokładów okrętów nawodnych, a także z samolotów lub helikopterów ZOP, jest też częścią innych rodzajów uzbrojenia - rakietowych systemów przeciwpodwodnych ASROC RUR-5 ASROC i VL-ASROC oraz miny torpedowej Mark 60 Captor

## Wersje Mark 46
- Mark 46 Mod 1 (1970 r.)
Mod 1 posiada dodany cyfrowy komputer zwiększający wydajność torpedy przeciwko celom wolnym i/lub płynącym na głębokości peryskopowej;
- Mark 46 Mod 1 Phase 2 (1971 r.) posiada zwiększoną zdolność walki w strefie wód płytkich oraz dodane dodatkowe zdolności operowania w warunkach stosowanego przez cel przeciwdziałania obronnego;
- Mark 46 Mod 2 (1972) dodatkowy komputer cyfrowy oraz nowy autopilot;
- Mark 46 Mod 3 anulowany;
- Mark 46 Mod 4 specjalna wersja opracowana i produkowana wyłącznie na potrzeby miny torpedowej Mark 60 Captor;
- Mark 46 Mod 5 (1984) znaczne zmiany wprowadzone przez Honeywell spowodowały, iż Mod 5 jest w praktyce niemal zupełnie nową torpedą. Dzięki tym zmianom Mk 46 uzyskała możliwość ataku również na cele nawodne;
- Mark 46 Mod 6 (1989) lekko zmodyfikowana torpeda dla celów Mark 60 Captor.